# مریم شانه‌چی
مریم شانه‌چی دانشمند، یک مهندس و متخصص اعصاب ایرانی آمریکایی است که روشهای رمزگشایی فعالیت مغز را برای کنترل رابط‌های دستگاه مغز مطالعه می‌کند. در سال ۲۰۱۴ به عنوان یکی از مبتکران زیر ۳۵ سال ام‌آی‌تی تکنالجی ریویو و یکی از ده دانشمند برتر ساینس نیوز (en) در سال ۲۰۱۹ انتخاب شد.

## اوایل زندگی و شغل
شانه‌چی در ایران زاده شد و در سن ۱۶ سالگی به همراه خانواده به کانادا مهاجرت کرد. او لیسانس خود را در رشته مهندسی از دانشگاه تورنتو در سال ۲۰۰۴ گرفت و سپس وارد دانشگاه MIT شد و مدرک کارشناسی ارشد خود را در مهندسی برق و علوم کامپیوتر در سال ۲۰۰۶ و دکترای خود را در سال ۲۰۱۱ به دست آورد. وی قبل از انتقال به دانشگاه کالیفرنیا، برکلی ، در سال ۲۰۱۲ ، دکتری فوق تخصص خود را در دانشکده پزشکی هاروارد به اتمام رساند. او پیش از رفتن به دانشگاه کالیفرنیای جنوبی در دانشکده مهندسی ویتربی یواس‌سی، نیز در مقام استاد بود است.

## پژوهش
شانه‌چی در طی دوره فارغ‌التحصیلی خود در MIT، به رمزگشایی مغز یعنی ایده خواندن معنی اصلی از سیگنال‌های مغز علاقه‌مند شد. او یک الگوریتم تهیه کرد تا از قابلیت مغز یک میمون که در آن حیوان می‌خواست مکان‌نما را بر روی نمایشگر رایانه بگذارد، تعریف کرد. او بعداً با رمزگشایی با سرعت بالا، کار خود را بهبود بخشید، یعنی رمزگشایی بیش از چند میلی‌ثانیه اتفاق افتاد، و نه هر ۱۰۰ میلی ثانیه، که استانداردی برای روشهای سنتی است.
در سال ۲۰۱۳ او یک روش رمزگشایی مغز ایجاد کرد که می‌تواند به‌طور خودکار کنترل میزان بیهوشی را که برای بیمار تجویز می‌شود ، کنترل کند. آنها قادر به کنترل عمق کما ناشی از پزشکی در جوندگان بودند که به‌طور خودکار براساس فعالیت مغزی کنترل می‌شوند.

### جوایز
- ده دانشمند برتر ساینس نیوز, ۲۰۱۹[۲]
- ده استعداد درخشان پاپیولار ساینس, ۲۰۱۵[۱۰]
- نوآوران زیر ۳۵ سال ام‌آی‌تی تکنالجی ریویو , ۲۰۱۴[۱۱]